# Nahr-e Dallī
Nahr-e Dallī (persiska: نهر دلّی, Nahr-e Dalī) är en ort i Iran.   Den ligger i provinsen Khuzestan, i den västra delen av landet, 600 km söder om huvudstaden Teheran. Nahr-e Dallī ligger 3 meter över havet och antalet invånare är 581.
Terrängen runt Nahr-e Dallī är mycket platt. Runt Nahr-e Dallī är det ganska tätbefolkat, med 54 invånare per kvadratkilometer. Närmaste större samhälle är Shādegān, 9,3 km väster om Nahr-e Dallī. Trakten runt Nahr-e Dallī är ofruktbar med lite eller ingen växtlighet.